# 廣川シズエ
廣川 シズエ（ひろかわ シズエ、1912年4月24日 - 2008年6月8日）は、日本の政治家、自由民主党衆議院議員（1期）。農林大臣を務めた廣川弘禅の妻。本名は廣川 志津江。

## 経歴
福島県出身。1932年共立女子専門学校（現共立女子大学）卒。青年学校勤務を経て、東京都議会議員となり、青葉学園理事長、同学園中学校、高等学校各副校長、幼稚園長などを務めた。
1967年1月の総選挙を前に夫が急死、その身代わり候補として東京3区から自民党公認で立候補して当選し、衆議院議員を1期務めた。次の1969年の総選挙でも立候補したが、3万票余りと同じ党の小坂徳三郎と賀屋興宣に大差を付けられ落選し、以後、立候補しなかった。
2008年6月8日、心不全のため東京都の自宅で死去。96歳没。